# Mae Hong Son (tỉnh)
Mae Hong Son (tiếng Thái: แม่ฮ่องสอน, phát âm [mɛ̂ː.hɔ̂ŋ.sɔ̌ːn]; phiên âm: Me-hoong-xỏn) là một tỉnh miền Bắc của Thái Lan đồng thời cũng là tỉnh cực tây của quốc gia này. Mae Hong Son giáp các tỉnh và khu vực (từ phía bắc theo chiều kim đồng hồ): Chiang Mai, Tak và bang Shan của Myanmar. phía tây giáp bang Kayin và bang Kayah của Myanmar.

## Địa lý
Tỉnh này tọa lạc giữa nhiều rặng núi và có khí hậu mát mẻ hơn các vùng khác của Thái Lan. Sông Salween là biên giới tự nhiên giữa tỉnh này và Myanmar.

## Lịch sử
Tỉnh này là một phần của Vương quốc Lannathai cũng như Vương quốc Myama. Sự ảnh hưởng mạnh mẽ của Myanmar có thể thấy ở phong cách kiến trúc của các tòa nhà và các đền thờ.

## Cơ cấu dân số
63% dân số tỉnh này là các dân tộc thiểu số miền núi, trong đó có: dân tộc Hmông, Dao, La Hủ, Lisu, Akha và Karen, Sán Chay. Mật độ dân số tỉnh này thấp nhất trong các tỉnh Thái Lan và cũng là tỉnh có dân số ít nhất Thái Lan.

## Biểu tượng
| Con dấu của tỉnh | Con dấu của tỉnh này cho thấy một con voi đang bơi. Huấn luyện voi để làm các công việc trong rừng rất phổ biến ở tỉnh Mae Hong Son. Bản Mae Hong Son là một trong những bản được hoàng tử Kaew Muang Ma xây quanh một trại voi. Cây biểu tượng của tỉnh này là Millettia brandisiana, và hoa biểu tượng là hoa hướng dương Mexico (Tithonia diversifolia). |

## Các đơn vị hành chính
Tỉnh này bao gồm 7 huyện (amphoe). 7 huyện này bao gồm 45 xã (tambon) và 402 thôn (muban).
| 1. Mae Hong Son 2. Khun Yuam 3. Pai 4. Mae Sariang | 1. Mae La Noi 2. Sop Moei 3. Pangmapha |

## Du lịch

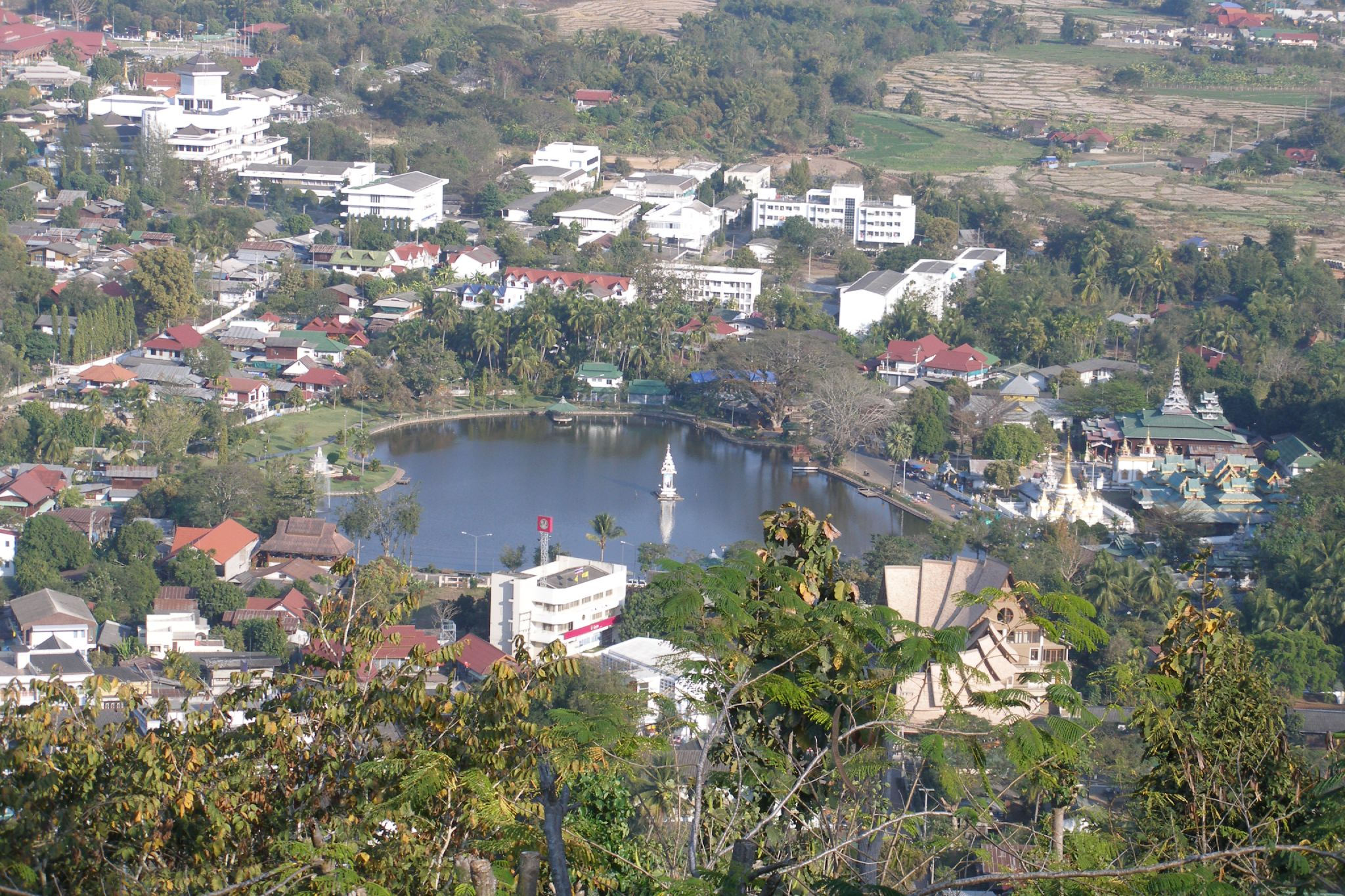

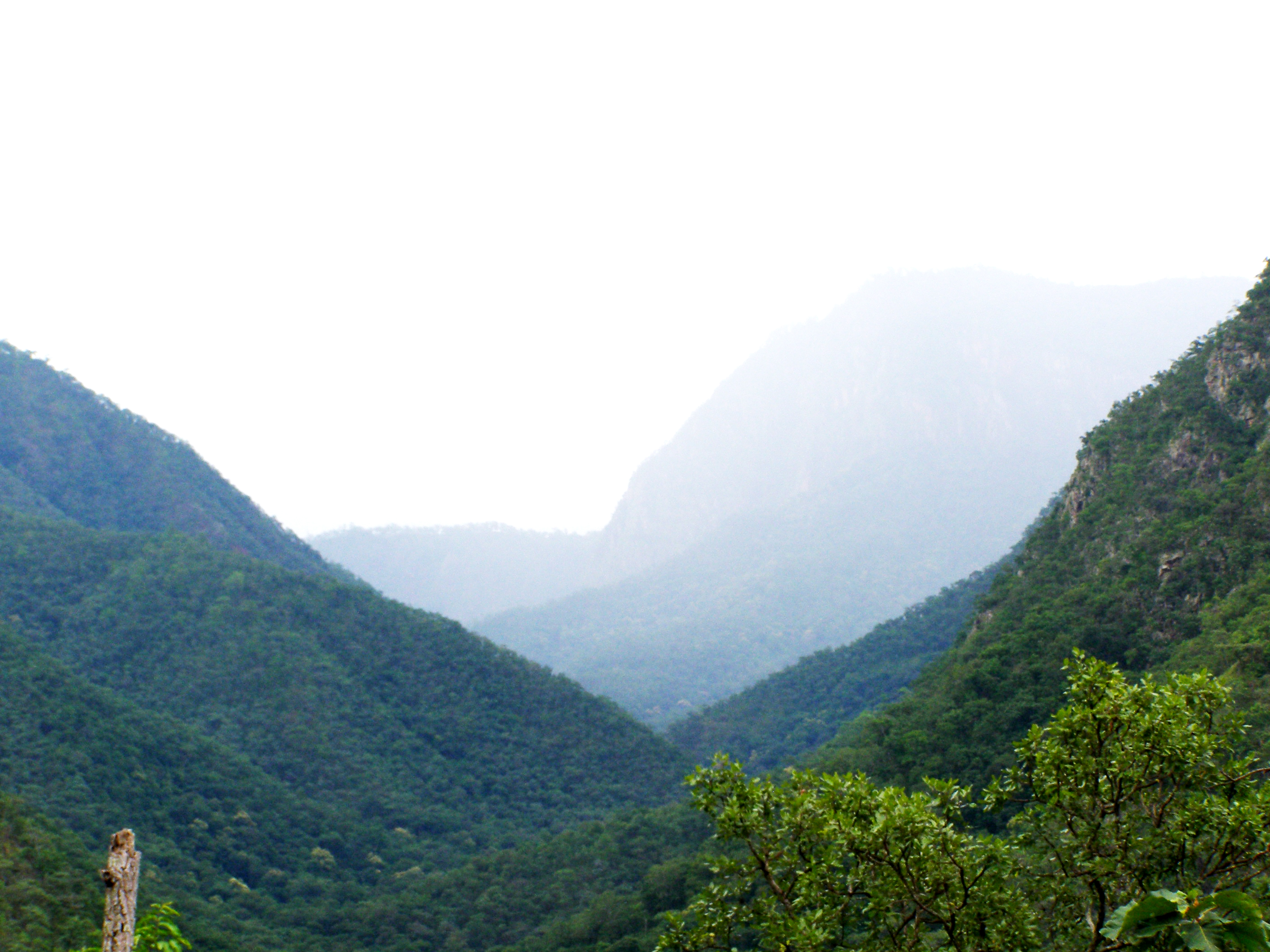
Phong cảnh Mae Hong Son.JPG

Điểm tham quan hấp dẫn ở đây chính là phong cảnh núi rừng cùng với những bộ tộc ít người như dân tộc Hmông, Dao, La Hủ, Lisu, Akha và Karen, Sán Chay và nhất là ở đây có vườn quốc gia Mea Ngao,nơi dành cho những cuộc khám phá núi rừng của du khách.
Nếu đến thăm tỉnh Mae Hong Son của Thái Lan, bạn sẽ được gặp những cô gái xinh tươi với chiếc cổ cao 4 ngấn và chiếc vòng cổ dài kỷ lục này. 

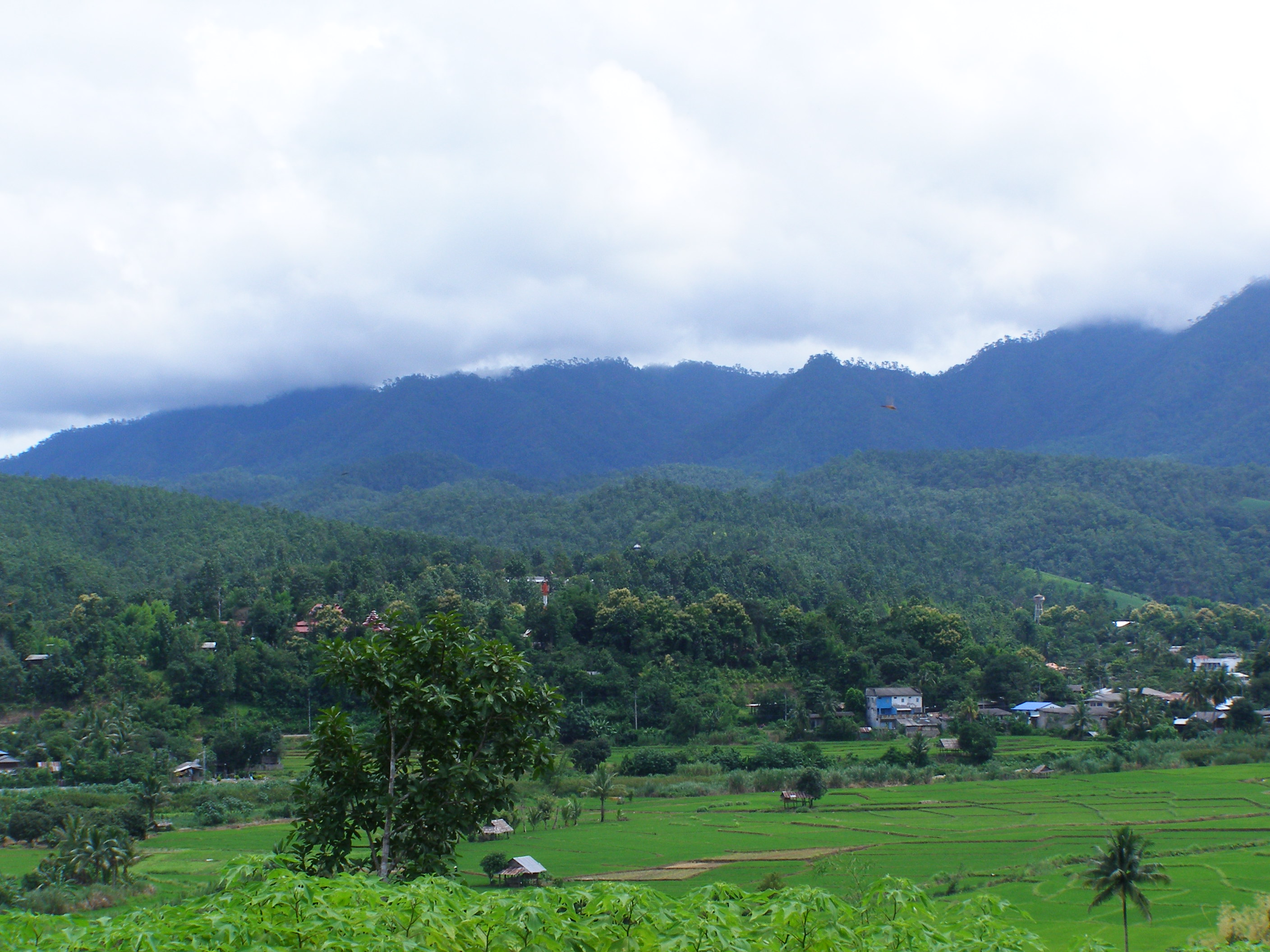
Núi rừng Mae Hong Son

Mae Hong Son nằm miền núi phía bắc của Thái Lan, cách thành phố Chiang Mai không xa, là nơi định cư của người Padung. Ngay từ khi còn rất nhỏ, những cô gái dân tộc Padung đều phải đeo một chiếc vòng quấn quanh cổ mình. Tuỳ thuộc vào số tuổi mà số lượng vòng càng ngày càng tăng. Có một điều đặc biệt là chẳng ai cảm thấy khó chịu khi phải đeo chúng mà ngược lại họ còn rất tự hào vì nét văn hoá đặc sắc này.
Theo phong tục Padong, ngay từ lúc 5 tuổi, cô gái đã phải đeo nguyên bộ vòng chín cái. 4 năm sau lại thay bộ chín cái, và cứ như vậy vào 9 dịp khác nhau. Lần thay cuối cùng là khi người phụ nữ 45 tuổi. Số vòng và trọng lượng tùy thuộc vào sự lựa chọn của cô gái, nhiều nhất là 32 vòng với tổng trọng lượng 13–15 kg.
Padong là một chi tộc chuyên đeo vòng cổ bằng thau. Năm 1985-1986, do phong trào du lịch phát triển, họ di dời về vùng biên giới Thái Lan - Myanmar, sống trong tỉnh Mae Hong Son cho đến ngày hôm nay.
Sức hấp dẫn chủ yếu với khách du lịch là những chiếc vòng đeo cổ và vòng đeo tay chân phụ nữ Padong. Thoạt đầu, chỉ có những cô gái sinh vào ngày thứ tư, đêm trăng tròn mới có quyền đeo vòng cổ. Và nếu cô gái từ chối vinh dự này sẽ bị trục xuất khỏi làng, phải chịu cuộc sống nhục nhã và đau khổ cho đến lúc chết vì cô đơn. Ngày nay, tục lệ này đã thay đổi. Phụ nữ Padong có quyền tự do đeo vòng cổ hay không, tùy thích.
Người Padong sống đơn giản trong những ngôi nhà gỗ, lợp bằng lá khô. Vào mùa xuân, họ gom lá khô để thay mới nóc nhà. Mái được thay đổi khoảng 5 năm một lần. Nhà bếp gồm những công cụ đơn giản, trong nhà không có thiết bị hiện đại, không có bàn ghế, giường.